# Pseudonortonia tilkiani
Pseudonortonia tilkiani är en stekelart som beskrevs av Guichard 1986. Pseudonortonia tilkiani ingår i släktet Pseudonortonia och familjen Eumenidae. Inga underarter finns listade i Catalogue of Life.